# 清華學報
《清華學報》（縮寫：THJCS）是一份有關中國人文學及社會科學的國際性學術季刊，每年一般出版四期，创刊于1924年，現由臺灣國立清華大學出版社負責編輯及發行。

## 刊物沿革

### 中華民國大陸時期
1924年5月，曹云祥被正式任命为北京清华学校校长，继续推进前任及其代理任内已经提出的大学化和教授治校方针，并于1925年开办大学部及研究院。而在此前的1924年6月，在創刊於1915年的原有《清華學報》以外，以“选载研究学问之文字”为宗旨的新《清华学报》（The Tsing Hua Journal）创刊，同样表徵着北京清华学校由留美预科向研究型大学转变的趋向。学报编辑部下属于清华学校教务处，最初由返校任教的留美学生（所谓“少壮派”）操控，总编辑为社会学系讲师陈达，总经理为化学系教授赵学海。第1至5卷（1924年至1928年）为半年刊，每期刊登文、理、法各科专业论文，撰著者“大半是本校师友及同学”；此外还设有“撰著提要”一门，由在校学生撰文介绍中外杂志书籍。由于此期国学研究院的开办，而旧制中、高等部仍予保留，《学报》所刊登论文以国学类水平最高，理工类程度较浅，社会调查报告占相当部分。
虽屡经改制，《清华学报》一贯坚持学术独立与西化风格。如在创刊号所附《编辑部启事》中，即声明“本报文字横行，用新式标点，文体不拘文言白话”，“引用书籍，务须注明著者姓名、书名、卷数、页数、出版机关或地点，及出版年月”，并给出中西文引用例证；书评栏目所介绍的书籍杂志，亦以西文为主。即使是大家如王国维、梁启超、陈寅恪等人在《清华学报》上先後发表的国故学文章，亦多采用泰西学術方法与本国材料互证。
1928年6月，国民革命军进驻北京，《学报》暂告停刊。随后清华改为国立大学。1929年4月，校长罗家伦向董事会提出改革方案，初拟改《学报》为季刊，後议决聘王文显、赵振声、陈总、吴之椿、陈达、翁文灏、金岳霖、高崇熙、熊庆来、叶企孙、刘崇乐、笪远纶、唐钺、朱希祖、吴正之、冯友兰、陈寅恪、赵元任十八人组成编辑委员会，改为每年1月、5月、11月各出一期，由“文哲学号”（赵振声主编）、“自然科学号”（叶企孙主编）、“社会科学号”（陈达主编）轮流出版。1930年6月，《清华学报》复刊，“自然科学号”獨立刊行為《国立清华大学理科报告》（The Science Reports of National Tsing Hua University），故1930年至1932年期間曾有《清華學報（文哲學號）》、《清華學報（社會科學號）》及《国立清华大学理科报告》分別出版。1932年6月，《清華學報》出版第7卷第2期，改版为每年两期，以薛浦凤为总编辑。
自1933年起，《清華學報》不再包含理工科内容，亦不再分科出版。1933年12月，第9卷第1期出版，又改版为每年四期，逐渐减少社会科学内容。（1935年10月，清华另出《社会科学》季刊。）设编辑部，先后由吴景超（1933-35年，第9-10卷）、朱自清（1936-37年，第11-12卷）、邵循正（1941、47年，第13、14卷）任主任。第12卷第2期出版後，抗战军兴，再度停刊。1941年4月，在昆明出版第13卷第1期，为“大学三十周年纪念号上册”，刊有梅贻琦《大学一解》。1947年10月，在北平复刊第14卷第1期，定为每年二期，但1948年復停办。

### 臺灣時期
1955年，國民政府遷臺後，國立清華大學在臺灣新竹市復校，《清華學報》也旋於翌年復刊，並於1956年6月由清華學報社重新發行新1卷1期《清華學報》（Tsing Hua Journal of Chinese Studies）。1987年，《清華學報》轉由清華大學人文社會學院編輯及發行。2002年起，再轉由清華大學出版社負責編輯及發行學報事宜。《清華學報》為一國際性學術季刊，每年一般出版四期，刊載有關中國人文學及社會科學之中文及英文學術論文。

## 外部連結
- 清華學報 Tsing Hua Journal of Chinese Studies 官方網站